# Spoorlijn Harlingen - Nieuwe Schans
Staatslijn B is de volgens de Wet op de Aanleg van Staatsspoorwegen van 18 augustus 1860 door de Staat der Nederlanden aangelegde spoorweg tussen Harlingen en Nieuweschans (destijds geschreven als Nieuwe Schans, sinds 2009 Bad Nieuweschans genoemd), via Leeuwarden en Groningen. De spoorlijn werd later doorgetrokken naar de Duitse stad Leer. Het traject tussen Groningen en Leer kreeg in 2012 de naam Wiederline of Wunderline.

## Geschiedenis
Staatslijn B was onderdeel van de eerste staatsaanleg van spoorwegen in Nederland. De spoorlijn zorgde voor een verbinding van de haven van Harlingen met de noordelijke provinciehoofdsteden en het Duitse achterland. Het tracé werd van west naar oost aangelegd en gefaseerd geopend:
| Datum            | Traject                      | Tussenstations |
| ---------------- | ---------------------------- | --- |
| 27 oktober 1863  | Harlingen Haven – Leeuwarden | Harlingen, Franeker, Dronryp (Dronrijp), Deinum                                                                                    |
| 1 juni 1866      | Leeuwarden – Groningen       | Camminghaburen, Hurdegaryp (Hardegarijp), Feanwâlden (Veenwouden), De Westereen (Zwaagwesteinde), Buitenpost, Grijpskerk, Zuidhorn |
| 1 mei 1868       | Groningen – Winschoten       | Groningen Europapark, Kropswolde, Martenshoek, Hoogezand-Sappemeer, Sappemeer Oost, Zuidbroek, Scheemda                            |
| 1 november 1868  | Winschoten – Nieuweschans    | |
| 26 november 1876 | Nieuweschans – grens         | |

### Harlingen als schakel tussen Engeland en Eurazië

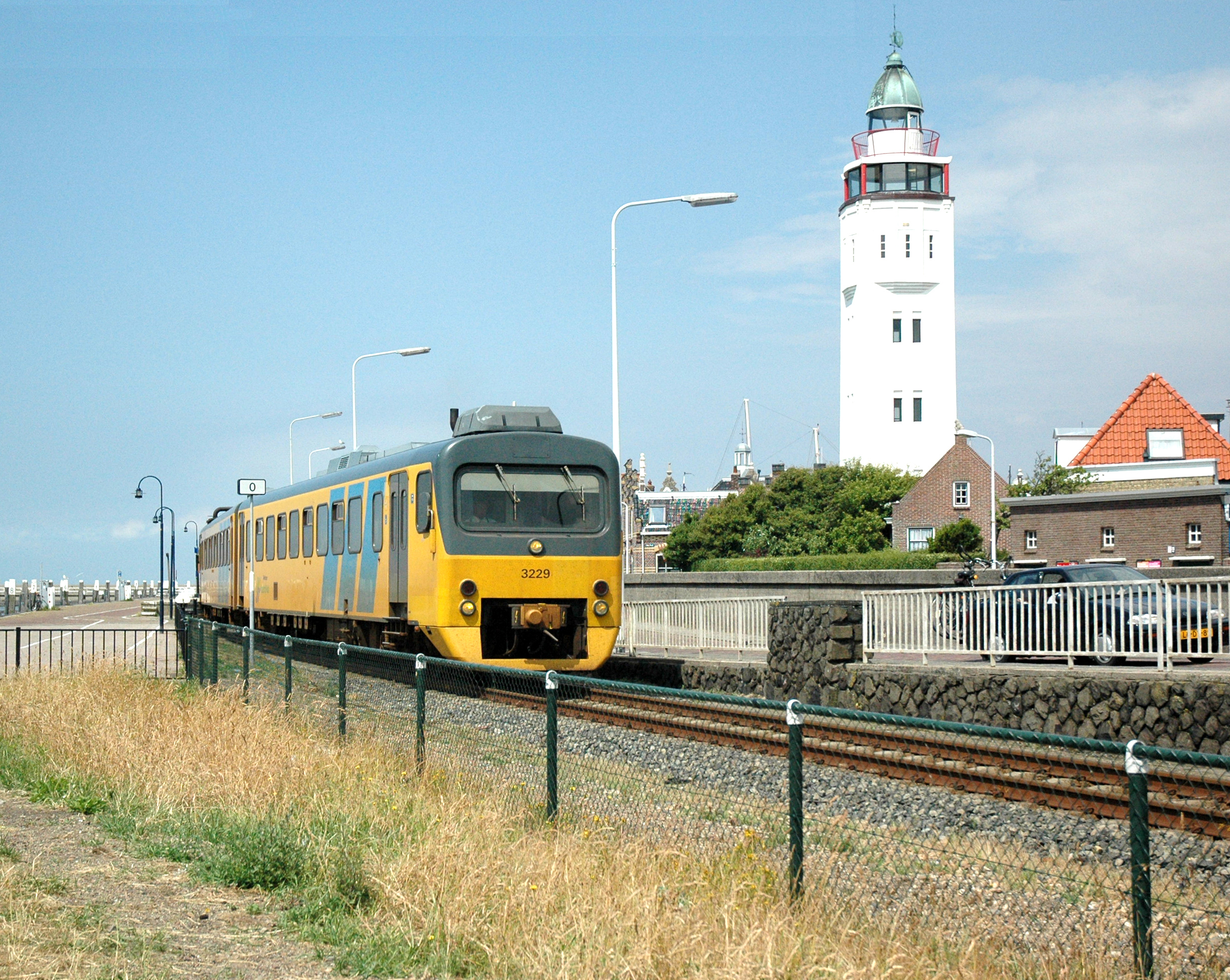
Wadloper 3229 te Harlingen Haven. Hier is ook het 0.0 km baken.

De spoorlijn Harlingen – Duitsland sluit bij de grens aan op de spoorlijn naar het Duitse Ihrhove. Staatslijn B werd aangelegd om een goede verbinding tussen Engeland en Noord-Duitsland mogelijk te maken. Van groot internationaal belang werd de spoorlijn echter nooit.
Volgens historicus Kerst Huisman is de politiek van mening "dat het missen van kansen voor de Harlinger haven te wijten is aan de geografische ligging van deze zeehaven". Echter, Harlingen lag niet geografisch afgelegen. Met Amsterdam had Harlingen in de 17e en 18e eeuw een centrale functie in de Moedernegotie met Oostzeegebieden.
Al in 1845 waren er plannen om Harlingen door het spoor met het Europese netwerk te verbinden. In 'Holland', de huidige 'Randstedelijke regio's', was vanaf 1839 met Engels kapitaal een spoorlijn aangelegd tussen Amsterdam en Rotterdam. In 1845 verenigden vier ingenieurs zich: de Delfzijlster broers Balkema en de Waalse neven Xavier Tarte en Castillon Du Portail. Deze groep bedacht een pan-Europese spoorverbinding tussen Spanje en Sint-Petersburg. De haven van Harlingen was in dit verband voorgesteld als 'Schakel tussen Engeland en Eurazië'. Harlingen was rond 1845-1860 als zeehaven beter bereikbaar over zee dan Amsterdam en Rotterdam. Harlingen had echter lang niet de politiek/financiële steun die die steden hadden. Hierbij liet de provincie Friesland het voor de haven van Harlingen afweten.
Er volgde een tiental pogingen Harlingen met het Europese en het Nederlands nationale spoorwegnet te verbinden.

### De Noorder Spoorweg MIJ
Rond 1855 richtten de heren Sprenger en Heemstra de zogenaamde 'Noorder Spoorweg-MIJ' op. Dit behelsde een doorgaande spoorverbinding van Harlingen via Zwolle en Oldenzaal naar het Duitse spoorwegknooppunt Salzbergen. In Tresoar liggen een aantal grootformaat cahiers met zeer gedetailleerde tekeningen.
Het Kabinet-Van Hall-Van Heemstra weet de spoorwegkwestie, waarover het voorgaande Kabinet-Rochussen is gevallen, op te lossen. Er wordt in 1860 besloten tot spoorwegaanleg 'van Rijkswege', terwijl de wijze van exploitatie later bij wet zal worden geregeld.
Harlingen kreeg hierbij een kans zich op het Europees spoorwegnet aan te sluiten. De aanleg begon met de lijn Harlingen - Leeuwarden in 1863. In 1876 kwam de aansluiting op het Duitse spoorwegnet tot stand toen de spoorlijn Nieuwe Schans - Ihrhove werd geopend. Pas na de Eerste Wereldoorlog reden er regelmatig doorgaande rijtuigen tussen Amsterdam, Groningen, Bremen en Hamburg. Niet veel later werd de internationale treindienst ingekort tot Groningen - Bremen. De doorgaande verbinding vanuit Engeland via de Harlingse haven is nooit tot stand gekomen.
Vanaf juli 1942 reed er 93 maal een goederentrein met in totaal meer dan 100.000 in Nederland wonende Joden, 245 Sinti en Roma vanaf station Hooghalen, 5 km vanaf het kamp Westerbork, via Assen, Groningen en Nieuweschans naar de vernietigingskampen in Duitsland, Polen en Tsjechoslowakije; vaak naar Auschwitz maar ook naar Sobibór, Theresienstadt en Bergen-Belsen.
Op 1 april 1944 werd het reizigersverkeer tussen Nieuweschans en Duitsland gestaakt. In april 1945 werd de spoorbrug (de Friesenbrücke) over de Eems opgeblazen. Hij werd pas in 1951 vervangen door een nieuwe brug en daarna gingen er weer goederentreinen rijden. In 1954 werd het reizigersverkeer hervat. Tussen 2000 en 2002 werd de verbinding tijdelijk opgeheven voor vernieuwing van het Duitse deel van het traject.
Het traject tussen Harlingen en Leeuwarden werd in 1975 voorzien van ter plaatse bediend relaisblokstelsel (TPRB).

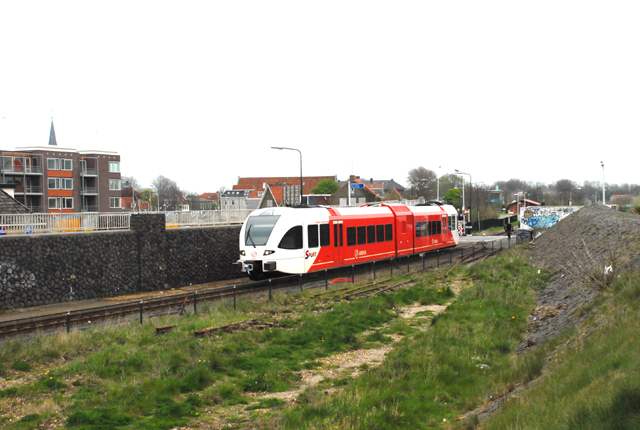
Station Harlingen Haven bij de voormalige Coupure met Arriva trein; 29 april 2008.

Station Harlingen Haven lag oorspronkelijk buiten de dijk, maar werd tussen 2009 en 2010 verplaatst naar een locatie binnendijks in verband met de aanleg van een nieuwe waterkering, waarbij de Coupure verviel.

### Spoorverdubbeling
De lijn werd oorspronkelijk geheel enkelsporig aangelegd. Het gedeelte Groningen - Zuidbroek werd in 1913 dubbelsporig gemaakt. In 1914 volgde het baanvak Zuidbroek - Winschoten. In 1942 werd het tweede spoor tussen Zuidbroek en Winschoten door NS echter weer opgebroken en werden de materialen aan de Duitse bezetter ter beschikking gesteld t.b.v het Oostfront. Acht jaar later werd even voor Groningen een enkelsporige verbindingsboog tussen Staatslijn B en Staatslijn C aangelegd voor het goederenvervoer. Dit traject staat bekend onder de naam boog van Haren.

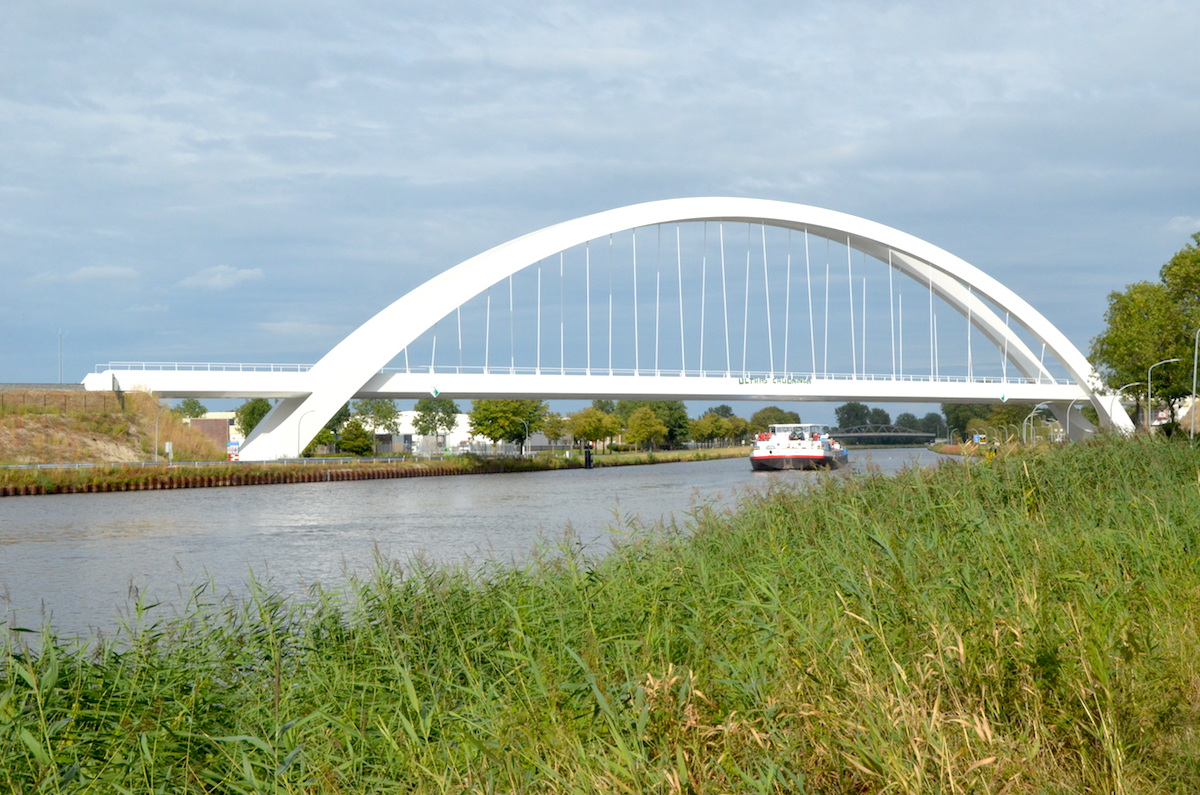
De Spoorbrug te Zuidhorn over het Van Starkenborghkanaal (2018) werd vernoemd naar Burgemeester Bert Swart.

In 1998 werd het traject Grijpskerk - Feanwâlden verdubbeld. De baanvaksnelheid op dat deel van het traject werd daarbij verhoogd naar 140 kilometer per uur. Het was oorspronkelijk de bedoeling om het baanvak Groningen - Leeuwarden integraal te verdubbelen, maar daarvoor ontbraken de middelen. Er zijn nog altijd plannen om de rest van de lijn alsnog te verdubbelen. Daarvoor werd aanvankelijk ook een tweesporige brug over het Van Starkenborghkanaal bij Zuidhorn gepland. Deze brug met dubbelspoor werd in 2012 echter afgeblazen door Provinciale Staten nadat ProRail had laten weten dat dit niet noodzakelijk was voor het laten rijden van de geplande twee stoptreinen en twee sneltreinen per uur. In 2017 werd daarop de nieuwe enkelsporige Bert Swartbrug geplaatst. Er is wel een ruimtelijke reservering op het tracé.
Er waren plannen om het tracé Scheemda - Winschoten te verdubbelen. Hier werd echter in 2022 vanaf gezien.

### Exploitatie
De spoorlijn werd net als de meeste spoorlijnen uit de eerste staatsaanleg vanaf 1863 geëxploiteerd door de Maatschappij tot Exploitatie van Staatsspoorwegen. Van 1917 tot 1999 werd de dienst uitgevoerd door de Nederlandse Spoorwegen. In 1999 is de exploitatie van alle Friese en Groningse diesellijnen, inclusief de lijn Leeuwarden - Groningen, overgenomen door NoordNed. Bij de oprichting van NoordNed was 50 procent van de aandelen in handen van NS Reizigers en ABN AMRO. In december 2003 heeft Arriva alle aandelen overgenomen. NoordNed werd hierbij volledig eigendom van Arriva Personenvervoer Nederland. In 2006 is naam NoordNed vervangen door Arriva.

### Recente ontwikkelingen

#### Verbouwing Groningen hoofdstation

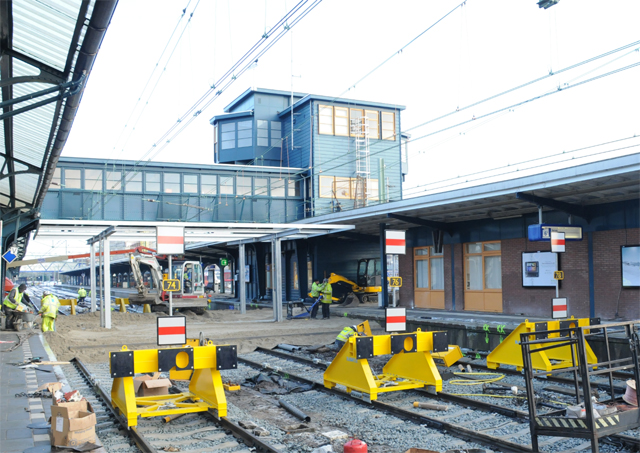
Verbouwing van sporen 4 t/m 6 van Groningen hoofdstation tot kopspoor op 5 december 2010

In december 2010 werden in Groningen hoofdstation de doorgaande sporen 4, 5 en 6 ter hoogte van de oude voetgangersbrug aan beide zijden voorzien van stootblokken. Aan de westzijde van de voetgangersbrug werd het eilandperron door een corridor ontsloten. Het overpad aan de westzijde van het eilandperron werd opgebroken. Hierdoor is het doorgaand vervoer alleen over spoor 7 t/m 10 mogelijk. Tegenwoordig wordt spoor 9 (vroeger spoor 5) gebruikt voor het doorgaand goederenvervoer.

#### Aanleg Groningen Europapark

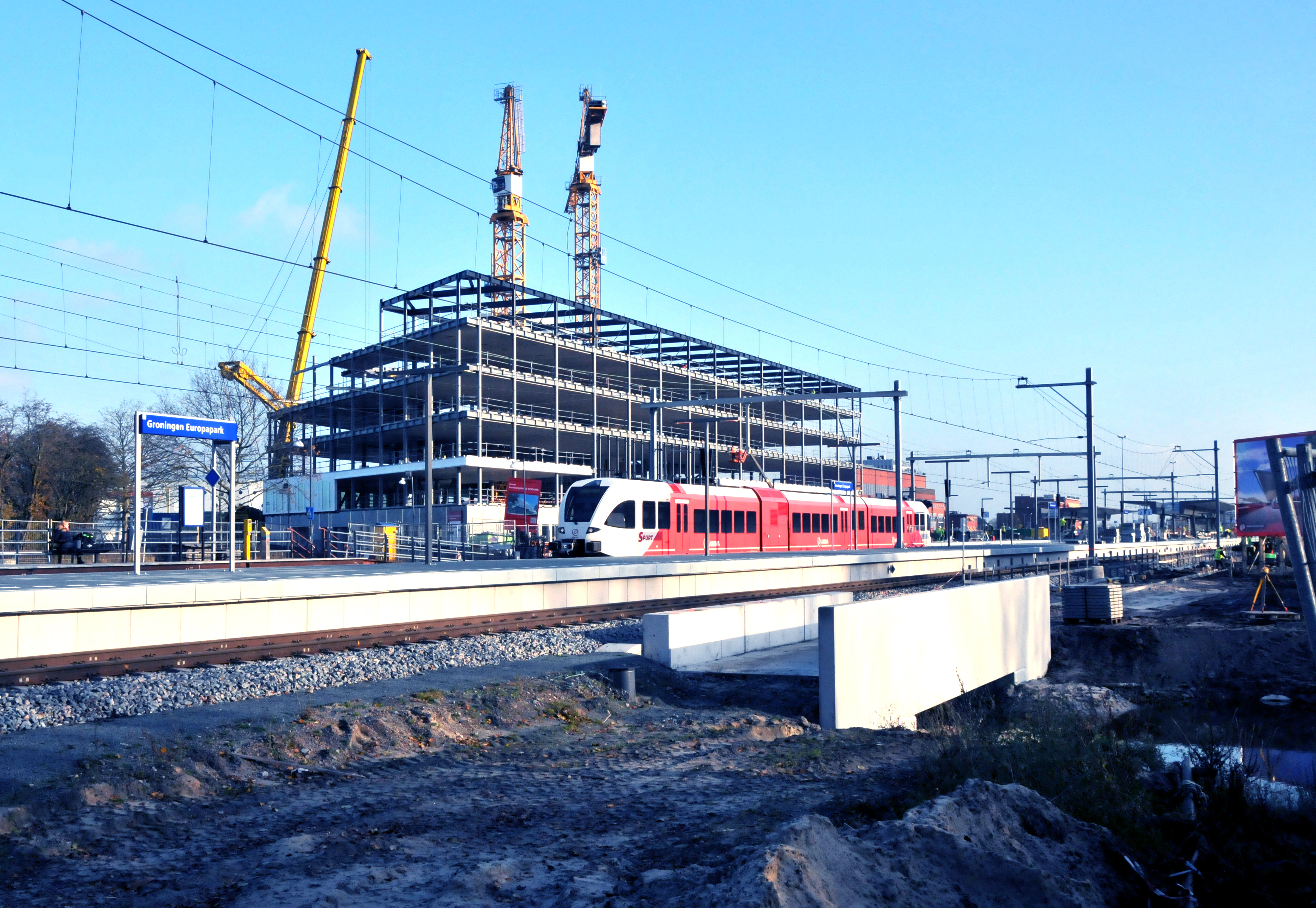
Station Groningen Europapark 2012

In december 2009 zijn de werkzaamheden voor de bouw van station Groningen Europapark begonnen. Hiervoor werd een aantal wissels van het emplacement Groningen Losplaats opgebroken. Ook werd hier en daar een deel van de spoorbaan weggehaald. In het spoor naar Vagron werden dwarsliggers op het spoor geplaatst.
De grondwerkzaamheden werden door een onverwachte samenstelling van de bodem met maanden vertraagd; er moest nieuw onderzoek worden gedaan naar deze samenstelling. Sinds 9 december 2012 stoppen de treinen van Arriva en de sprinters van NS op het nieuwe station.

#### Aanvaring spoorbrug over de Eems
In december 2015 werd de spoorbrug over de Eems bij Weener door een aanvaring ernstig beschadigd, waardoor er tot eind 2024 geen treinverkeer mogelijk is tussen Bad Nieuweschans en Leer.

#### Uitbreiding en versnelling traject Groningen-Leeuwarden

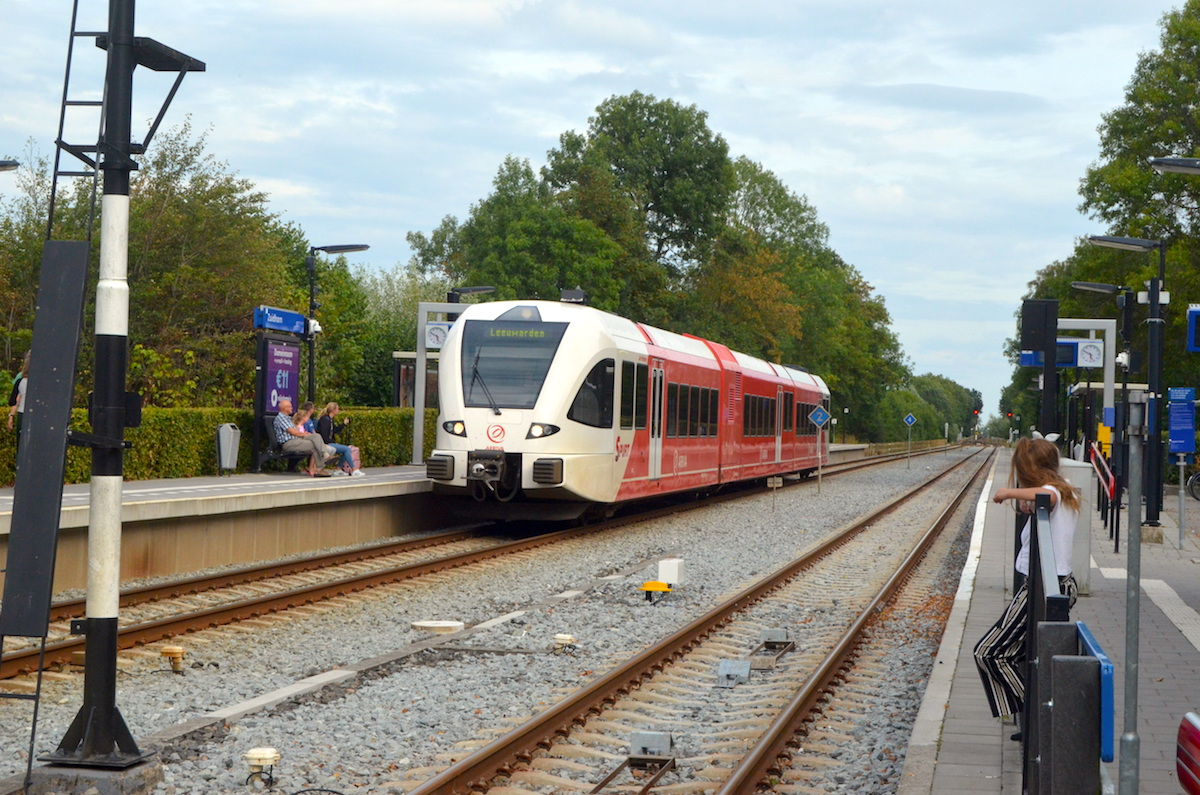
Een Arriva Spurt passeert het Station Zuidhorn op weg naar Leeuwarden; 12 augustus 2018.

De regionale bestuurders besloten om in verband met de toegenomen reizigersaantallen vanaf 2019 een extra sneltrein laten rijden tussen Groningen en Leeuwarden. Hiervoor werden de volgende uitbreidingen gerealiseerd
- tussen Zuidhorn en Hoogkerk, over een lengte van 8 kilometer, werd het spoor verdubbeld;
- bij station Zuidhorn kwam een keerspoor;
- de trein is sneller gaan rijden op gedeelten van het traject; tussen Leeuwarden en Feanwâlden 140 in plaats van 120 km/h) en zowel tussen Grijpskerk en Zuidhorn als tussen Zuidhorn en Hoogkerk 120 in plaats van 100 km/h;
- er is meer perroncapaciteit gekomen op station Leeuwarden;
- Station Leeuwarden Achter de Hoven is per 3 september 2018 opgeheven, de laatste trein stopte er op 31 augustus;[17]
- bij de Rijksstraatweg in Hurdegaryp en bij de Paterswoldseweg in Groningen kwamen tunnels;
- alle perrons op de stations tussen Groningen en Leeuwarden werden verlengd om langere treinen (met drie in plaats van twee treinstellen) te kunnen rijden.

De provincie Groningen onderzocht ook de mogelijkheden voor een tijdelijk treinstation in Hoogkerk. Het station had vanaf 2018 dienst kunnen doen als extra ontsluitingsmogelijkheid vanuit het Westerkwartier, naast de buslijnen die al via P+R Hoogkerk naar de stad rijden. De geplande spoorverdubbeling bij Hoogkerk is hierop wel aangepast, maar een station is niet gerealiseerd.

## Stations en gebouwen

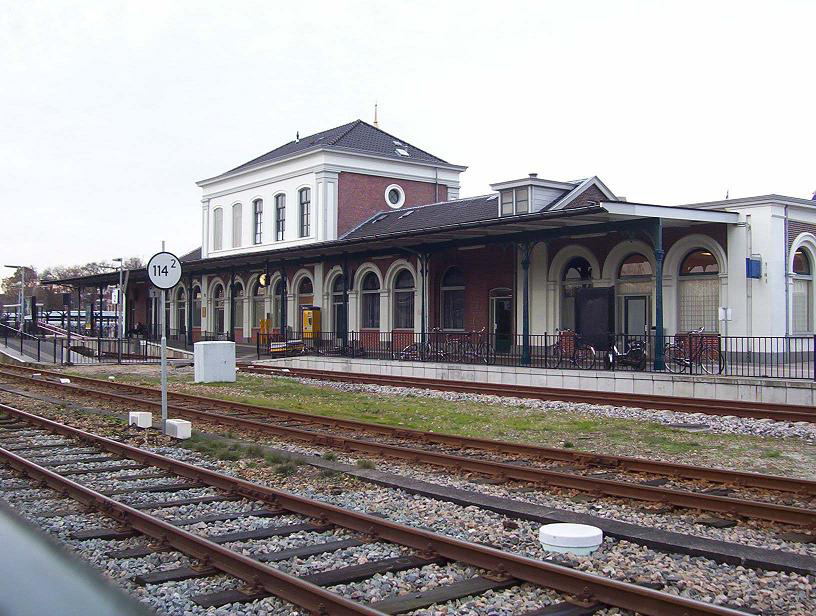
Station Winschoten.

Net als langs de andere staatslijnen verschenen ook langs de spoorlijn Harlingen - Nieuweschans voornamelijk de standaardstations van de Staatsspoorwegen.

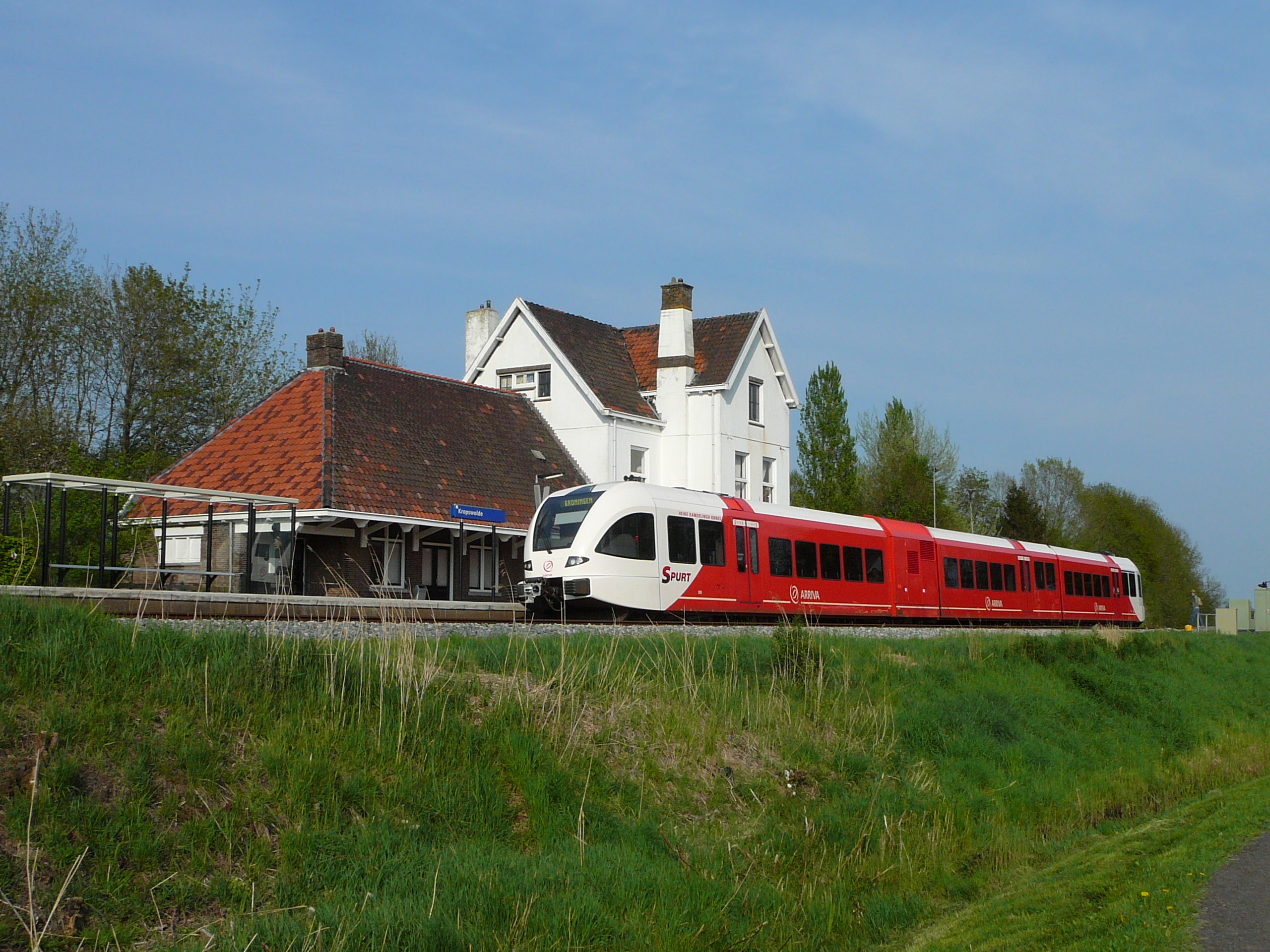
Spurt bij het opvallende stationsgebouw van Kropswolde

In Groningen werd eerst een tijdelijk stationsgebouw gebouwd. In 1870 werd het noodgebouw vervangen door een laag gebouw dat voldeed aan de Vestingwet. Het gebouw moest daardoor laag en snel afbreekbaar zijn. Door het nieuwe verdedigingsplan uit 1874 mochten verschillende vestingsteden, waaronder Groningen, ook buiten de vesting bouwen. In 1896 werd dan ook het nieuwe grote rijk versierde stationsgebouw in gebruik genomen.
Vijf jaar eerder krijgen de stopplaatsen Visvliet en Sappemeer Oost een stationsgebouw uit een nieuwe generatie van kleine standaardstations. In Kropswolde is na de opening van de spoorlijn slechts een klein haltegebouwtje aanwezig. Hier wordt in 1915 een stationsgebouw van een geheel uniek ontwerp gebouwd. In 1955 krijgt ook Zwaagwesteinde (De Westereen) een volwaardig stationsgebouw.
In de jaren 60, 70 en begin jaren 80 worden in het hele land een groot aantal vooroorlogse stationsgebouwen gesloopt. Belangrijke oorzaken zijn de hoge onderhoudskosten en een teruglopend aantal activiteiten binnen een dergelijk groot gebouw. Ook langs Staatslijn B verdwijnen deze jaren de meeste stationsgebouwen. Alleen de stationsgebouwen van Harlingen, Leeuwarden, Groningen, Kropswolde, Zuidbroek (gedeeltelijk; later in oude staat herbouwd door het Noord-Nederlands Trein & Tram Museum), Scheemda en Winschoten blijven bewaard. In Veenwouden, Buitenpost, Grijpskerk, Zuidhorn en Hoogezand-Sappemeer verschijnen vereenvoudigde stationsgebouwen met loketfunctie. In andere plaatsen worden slechts abri's geplaatst. Ten slotte zijn de stationsgebouwen van Zwaagwesteinde (De Westereen) en Grijpskerk begin deze eeuw alweer gesloopt.
Behalve de monumentale stationsgebouwen is er nog een belangrijke herinnering aan de historie van Staatslijn B langs de lijn terug te vinden: in Bad Nieuweschans staat nog de oorspronkelijke locomotiefloods uit 1876.
Hieronder een overzicht van alle stations langs de lijn (cursief: voormalig station):
| Station                    | Geopend | Huidig gebouw                                                                              |
| -------------------------- | ------- | ------------------------------------------------------------------------------------------ |
| Harlingen Haven            | 1863    | geen, gebouwtje gesloopt in 2009                                                           |
| Harlingen                  | 1863    | 1863, SS, 1e gebouw, type SS derde klasse                                                  |
| Franeker                   | 1863    | 1973, NS, 2e gebouw, abri, bij opening type SS vierde klasse                               |
| Dronryp                    | 1863    | geen, 2e gebouw gesloopt in 1995, bij opening type SS vijfde klasse                        |
| Deinum                     | 1863    | 1973, NS, 2e gebouw, abri                                                                  |
| Leeuwarden                 | 1863    | 1863, SS, 1e gebouw, type SS derde klasse enkele keren grondig verbouwd                    |
| Leeuwarden Achter de Hoven | 1915    | geen, station gesloten in 2018                                                             |
| Leeuwarden Camminghaburen  | 1991    | 1991, NS, 1e gebouw, abri                                                                  |
| Ouddeel                    | 1915    | geen, station gesloten in 1947                                                             |
| Tietjerk                   | 1866    | geen, gebouw gesloopt in 1950, station gesloten in 1950                                    |
| Hurdegaryp                 | 1866    | 1964, NS, 2e gebouw, Standaardtype Vierlingsbeek, bij opening type SS vijfde klasse        |
| Feanwâlden                 | 1866    | 1973, NS, 2e gebouw, Standaardtype Beilen, bij opening type SS vierde klasse               |
| De Westereen               | 1866    | geen, gebouw uit 1955 gesloopt in 2003                                                     |
| Wildpad                    | 1885    | geen, station gesloten in 1887                                                             |
| Veenklooster-Twijzel       | 1921    | geen, station gesloten in 1938                                                             |
| Buitenpost                 | 1866    | 1973, NS, 2e gebouw, Standaardtype Beilen, bij opening type SS vierde klasse               |
| Visvliet                   | 1892    | geen, gebouw Standaardtype Visvliet gesloopt in 1983, station gesloten in 1991             |
| Grijpskerk                 | 1866    | geen, 3e gebouw in 2005 gesloopt, bij opening type SS vijfde klasse                        |
| Zuidhorn                   | 1866    | 1976, NS, 2e gebouw, Standaardtype Beilen, bij opening type SS vijfde klasse               |
| Den Horn                   | 1885    | geen, station gesloten in 1938                                                             |
| Hoogkerk-Vierverlaten      | 1886    | geen, gebouw gesloopt in 1984, station gesloten in 1951                                    |
| Groningen                  | 1866    | 1896, SS, 3e gebouw, uniek ontwerp                                                         |
| Groningen Europapark       | 2007    | geen, tijdelijk station verplaatst in 2012                                                 |
| Groningen Europapark       | 2012    | 2012, NS, 1e gebouw, uniek ontwerp van Movares                                             |
| Westerbroek                | 1905    | geen, gebouw verplaatst naar Ulsda in 1930, station gesloten in 1932                       |
| Kropswolde                 | 1868    | 1915, SS, 2e gebouw, uniek ontwerp                                                         |
| Martenshoek                | 1905    | geen, gebouw gesloopt in 1970                                                              |
| Hoogezand-Sappemeer        | 1868    | 1989, NS, 2e gebouw, uniek ontwerp, bij opening vernieuwde uitvoering type SS derde klasse |
| Sappemeer Oost             | 1887    | geen, gebouw Standaardtype Visvliet gesloopt in 1973, station gesloten in 2020             |
| Scholten                   | 1933    | geen, station gesloten in 1935                                                             |
| Zuidbroek                  | 1868    | 1868, SS, 1e gebouw, vernieuwde uitvoering type SS derde klasse                            |
| Scheemda                   | 1868    | 1868, SS, 1e gebouw, type SS vierde klasse                                                 |
| Heiligerlee                | 1908    | geen, station gesloten in 1934                                                             |
| Winschoten                 | 1868    | 1868, SS, 1e gebouw, type SS derde klasse                                                  |
| Ulsda                      | 1887    | geen, gebouw gesloopt in 1950, station gesloten in 1938                                    |
| Bad Nieuweschans           | 1868    | geen, gebouw vernieuwde uitvoering type SS derde klasse gesloopt in 1973                   |

### Nieuwe stations
Op 2 juni 1991 werd het station Visvliet als eerste station langs Staatslijn B gesloten. Met de sluiting van het station werd ruimte gemaakt in de dienstregeling voor de bediening van het nieuwe station Leeuwarden Camminghaburen dat op die datum in gebruik werd genomen.
Op 1 oktober 2007 werd aan de lijn Groningen - Nieuweschans de tijdelijke halte Groningen Europapark geopend. Er werd een eenvoudig perron aan één zijde van het spoor gebouwd. Op 9 december 2012 werd even ten zuiden van het tijdelijke station het definitieve station ter hoogte van de Euroborg geopend. Hier stoppen ook treinen Groningen - Zwolle.
In Hoogezand-Sappemeer wordt in de toekomst mogelijk een station verplaatst: station Hoogezand-Sappemeer schuift enkele honderden meters in westelijke richting op naar de Kerkstraat en zal mogelijk Hoogezand Centrum gaan heten. Station Sappemeer Oost is inmiddels gesloten, terwijl er daar sprake van was dat het eveneens naar het westen zou worden opgeschoven.

## Dienstregeling
Sinds 15 december 2024 rijden de volgende treinseries over de spoorlijn Harlingen - Nieuwe Schans:
| Serie            | Treinsoort         | Route | Bijzonderheden |
| ---------------- | ------------------ | --- | --- |
| 20100 RS 6 RB 57 | Stoptrein (Arriva) | Groningen – Groningen Europapark – Kropswolde – Martenshoek – Hoogezand-Sappemeer – Zuidbroek – Scheemda – Winschoten – Bad Nieuweschans – Weener – ‒ Leer | Ook wel Wiederline genoemd. Vanwege brugschade geen treinverkeer mogelijk tussen Weener en Leer. Op dit traject rijdt lijnbus 620 van Weser-Ems Bus. Er rijden ook Arrivabussen tussen Groningen en Leer v.v. |
| 37200 RS 2       | Stoptrein (Arriva) | Leeuwarden – Deinum – Dronryp – Franeker – Harlingen – Harlingen Haven                                                                                     | |
| 37300 RE 1       | Sneltrein (Arriva) | Leeuwarden – Feanwâlden – Buitenpost – Zuidhorn – Groningen                                                                                                | Stopt 2x/uur in Feanwâlden en alternerend in Buitenpost en Zuidhorn. |
| 37400 RS 1       | Stoptrein (Arriva) | Leeuwarden – Leeuwarden Camminghaburen – Hurdegaryp – Feanwâlden – De Westereen – Buitenpost – Grijpskerk – Zuidhorn – Groningen                           | 's Avonds rijden van maandag t/m zaterdag enkele extra treinen tussen Zuidhorn en Groningen. |
| 37500 RS 6       | Stoptrein (Arriva) | Groningen – Groningen Europapark – Kropswolde – Martenshoek – Hoogezand-Sappemeer – Zuidbroek – Scheemda – Winschoten – Bad Nieuweschans                   | Enkele ritten starten/eindigen in Bad Nieuweschans. |
| 37800 RS 7       | Stoptrein (Arriva) | Groningen – Groningen Europapark – Kropswolde – Martenshoek – Hoogezand-Sappemeer – Zuidbroek – Veendam                                                    | |
| 37900 RE 6       | Sneltrein (Arriva) | Groningen – Groningen Europapark – Scheemda – Winschoten                                                                                                   | Rijdt enkel in de spitsuren. |

### Geschiedenis van de dienstregeling
Hoewel het de bedoeling was dat de spoorlijn een belangrijke schakel zou worden tussen Engeland en Noord-Duitsland, hebben over de gehele staatslijn maar weinig doorgaande treinen gereden. Uitzondering hierop zijn de zogenaamde Inselzüge die in de zomer rechtstreeks vanuit Duitsland naar Harlingen rijden om daar aansluiting te bieden op de veerboten naar Vlieland en Terschelling. Verder was de spoorlijn vooral van belang voor het regionale vervoer.
De invoering van een klokvaste dienstregeling begint in mei 1934 op het gedeelte Groningen - Winschoten, waar een uurdienst wordt gehanteerd. De meeste treinen rijden door naar Nieuweschans. Eén trein heeft doorgaande rijtuigen naar Bremen, naast enkele verbindingen met overstappen te Nieuweschans. Vier jaar later wordt ook op het gedeelte Harlingen - Leeuwarden een uurdienst ingevoerd. Op het gedeelte Leeuwarden - Groningen is dan sprake van een twee-uurdienst aangevuld met sneltreinen met wisselende stopplaatsen. In mei 1939 wordt er een dagelijkse non-stopverbinding Leeuwarden - Groningen ingevoerd met een reistijd van 38 minuten. Vanaf mei 1940 wordt de dienstregeling steeds verder ingeperkt en worden de treinen langzamer.

#### Na 1945
Na de bevrijding wordt weer begonnen met een handvol diensten en lange reistijden. Rond 1950 kan er weer gesproken worden van uurdiensten tussen Harlingen en Leeuwarden en Leeuwarden en Groningen. Wel worden in de jaren 50 de stations Deinum en Hardegarijp eenmaal per twee uur overgeslagen. Enkele treinen rijden door naar Harlingen Haven om daar aansluiting te geven op de veerboten naar de Waddeneilanden. Tussen Leeuwarden en Groningen rijden daarnaast enkele spitstreinen. Tussen Groningen en Winschoten wordt eveneens een uurdienst gereden, veel van deze treinen rijden door naar Nieuweschans. Deze uurdienst wordt aangevuld met enkele extra stoptreinen tussen Groningen en Zuidbroek. Vanaf 1954 rijden er weer personentreinen vanaf Nieuweschans richting Leer. Deze maken vier jaar later plaats voor enkele rechtstreekse treinen tussen Groningen en Duitsland die in Nederland vaak alleen stoppen in Hoogezand-Sappemeer, Winschoten en Nieuweschans. Deze treinen hebben bestemmingen als Leer, Oldenburg en Bremen. Van mei 1960 tot mei 1961 rijdt een van deze treinen Amsterdam - Groningen - Bremen en terug.

#### Na Spoorslag '70

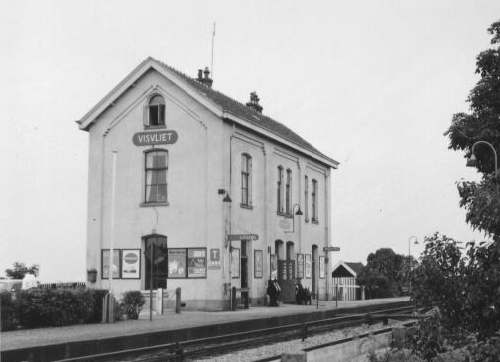
Station Visvliet (1965)

In 1970 wordt tussen Harlingen en Leeuwarden een groot aantal spitstreinen ingevoerd. Deze treinen rijden grotendeels als sneltrein, waarbij alleen in Franeker wordt gestopt. Vanaf mei 1972 wordt tussen Harlingen en Leeuwarden een consequente halfuursdienst ingevoerd. Hierbij wordt eenmaal per uur Deinum overgeslagen. Vooral in de weekenden in de zomer rijden steeds meer treinen van en naar Harlingen Haven. Vanaf 1991 gaan een aantal treinen dagelijks tussen Harlingen Haven en Leeuwarden rijden. Vijf jaar later krijgen vrijwel alle treinen Harlingen Haven als begin- en eindpunt.
Tussen Leeuwarden en Groningen wordt in 1970 een volledige halfuursdienst ingevoerd. Een van beide treinen slaat hierbij buiten de spits het ene uur Grijpskerk en het andere uur Visvliet over. De andere trein slaat Zwaagwesteinde, Visvliet én Grijpskerk over. Ook rijdt er altijd nog een aantal spitstreinen. Vanaf oktober 1972 wordt alleen Visvliet nog om het uur overgeslagen. In 1991 wordt het station gesloten om in de dienstregeling plaats te maken voor de nieuwe voorstadshalte Leeuwarden Camminghaburen. Hier stoppen alle treinen die tussen Groningen en Leeuwarden rijden. Door de komst van het tweede spoor tussen Feanwâlden en Grijpskerk in 1998 kan de frequentie van de treinen tussen Leeuwarden en Groningen worden verhoogd. In mei 1998 wordt in de brede spits dan ook een sneltreindienst tussen beide steden ingevoerd. Deze treinen stoppen alleen in Buitenpost en doen slechts 38 minuten over het gehele traject.
Tussen Groningen en Winschoten wordt in 1970 ook een consequente halfuurdienst ingevoerd. Eenmaal per uur wordt doorgereden naar Nieuweschans. Alle treinen rijden hierbij als stoptrein. Aanvullend hierop rijden spitstreinen die niet op alle stations stoppen, zoals een extra sneltrein op vrijdagavond van Groningen naar Winschoten. Deze trein stopt alleen in Hoogezand-Sappemeer en Scheemda. In 1993 verdwijnt deze trein en slaan buiten de spits de stoptreinen Groningen – Winschoten voortaan Kropswolde en Sappemeer Oost over.

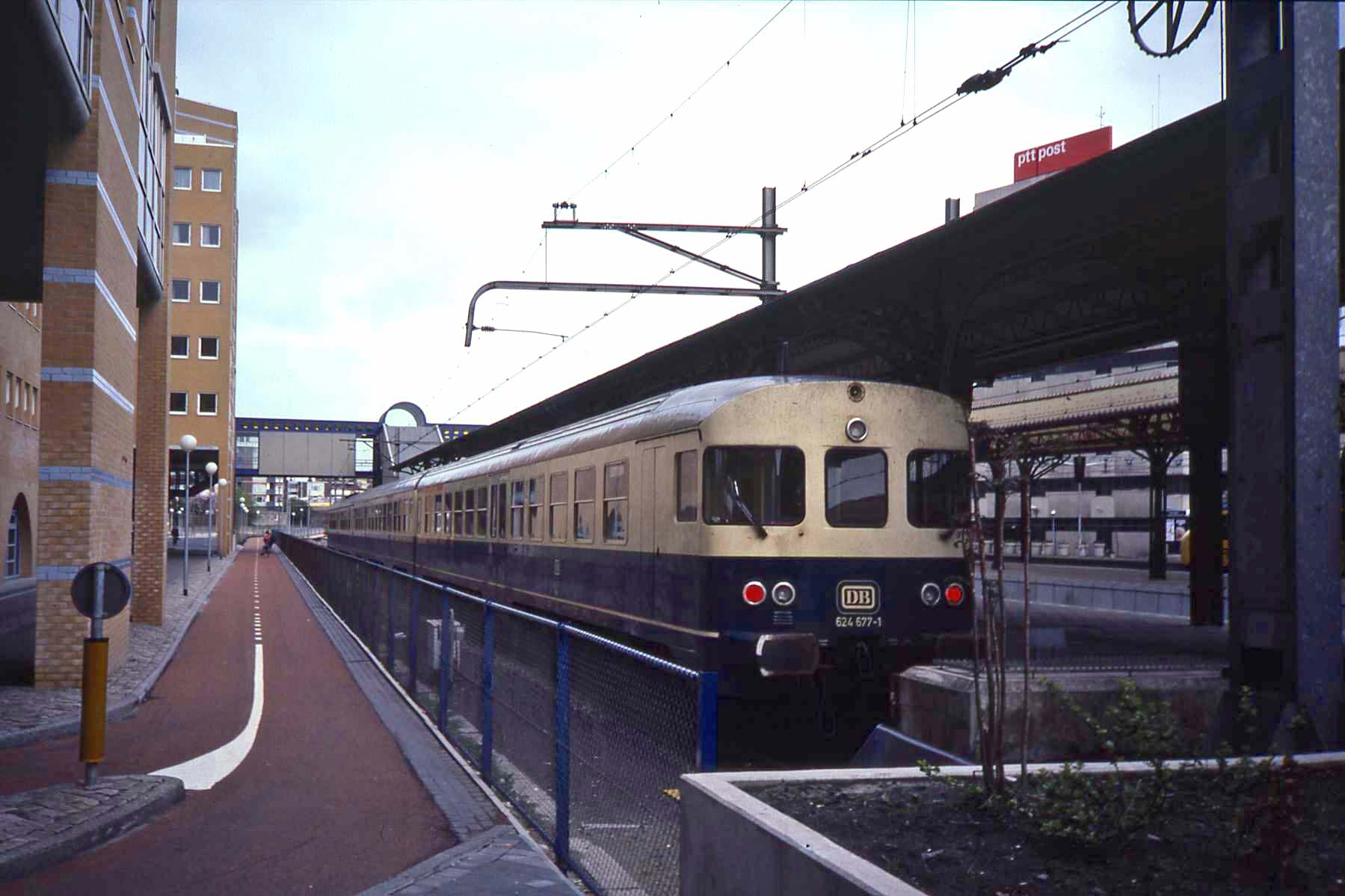
Duits treinstel van de treindienst naar Bremen te Groningen; 1987

Bovendien rijden er vanaf 1970 per dag nog altijd drie sneltreinen naar Bremen. De avonddienst rijdt door naar Hannover - Braunschweig. De middagdienst - ingevoerd in mei 1964 - begint in Nieuweschans en wordt in mei 1976 opgeheven. De ochtenddienst rijdt vanaf juni 1980 door naar Hannover. Vanaf 2 juni 1985, bij de herstructurering van de intercitydienst van de DB (IC'85) wordt de treindienst ingekort tot Oldenburg, waar er aansluiting is op de IC's "Oldenburg-City" naar Bremen - Hannover, voor reizigers uit Nederland toeslagvrije treinen. Vanaf 2 juni 1985 werden treinstellen van de serie 624 en soms van de serie 634 gebruikt. In 1987 wordt er een derde slag ingevoerd, die van/tot Leer rijdt. Deze extra slag rijdt het eerste jaar alleen van juni tot september, daarna het hele jaar door. Vanaf juni 1991 wordt de dienst voor (bijna) alle ritten ingekort tot Leer, waar in de meeste gevallen overgestapt kan worden op InterRegio treinen richting Bremen - Hannover.

#### Overname door NoordNed

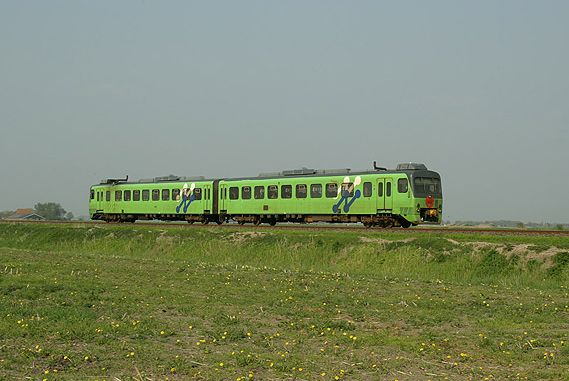
Een Wadloper van NoordNed in groene kleurstelling.

Op 30 mei 1999 wordt de exploitatie van treindiensten vanuit Leeuwarden naar Stavoren, Harlingen en Groningen overgenomen door NoordNed. Hierbij rijden de meeste treinen tussen Harlingen en Leeuwarden niet langer van en naar Harlingen Haven. Het eenmaal per uur overslaan van station Deinum blijft van kracht. Een jaar later rijdt de treindienst die Deinum overslaat door naar Harlingen Haven. Weer een jaar later rijden vrijwel alle treinen weer van en naar Harlingen Haven. Tussen Leeuwarden en Groningen blijft de treindienst van voor de overname grotendeels van kracht. Wel wordt de een jaar eerder ingevoerde nachttrein in het weekend met als bijnaam "de Borrelbuffel" opgeheven.
In 2000 neemt NoordNed ook de exploitatie van de Groningse diesellijnen over. De treindienst tussen Nieuweschans en Leer wordt dat jaar vanwege onderhoud aan het Duitse deel van het traject vervangen door een busdienst. Verder blijft de dienstregeling uit de NS-tijd min of meer van kracht. In mei 2002 gaan er dagelijks weer drie treinen rijden tussen Nieuweschans en Leer. Tot december 2007 en sinds december 2009 kan richting Bremen - Hannover op de Regional-Express worden overgestapt.
Reizigers van en naar Groningen moeten voorlopig in Nieuweschans overstappen. Een jaar later wordt de frequentie opgehoogd naar zeven treinen per dag. Vanwege de aansluiting op deze treinen rijden enkele treinen die voorheen tot Winschoten reden door naar Nieuweschans.

#### Overname door Arriva

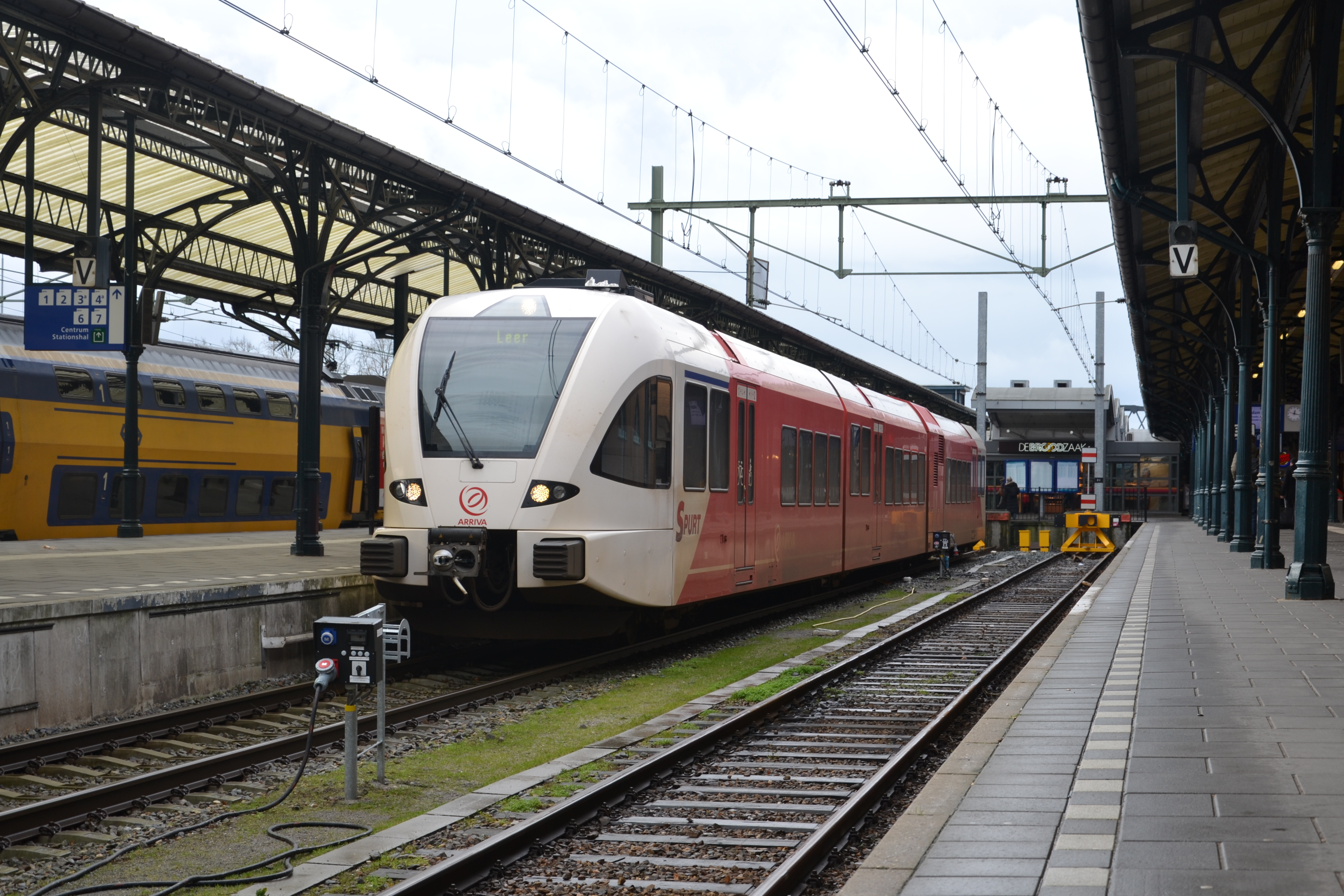
Arriva-Spurt 345, als internationale Stoptrein 20141 naar Leer (Ostfriesland), voor vertrek uit Groningen. (2014).

Per 1 januari 2006 verdwijnt de bedrijfsnaam NoordNed. Datzelfde jaar rijden alle treinen tussen Harlingen en Leeuwarden van en naar Harlingen Haven. De sneltreinen tussen Leeuwarden en Groningen rijden overdag op werkdagen voortaan elk uur. Vanaf december 2006 stoppen alle treinen in Deinum. Vanaf die datum wordt ook de rechtstreekse treinverbinding tussen Groningen en Leer hersteld. Op werkdagen rijden maar liefst acht treinen tussen beide plaatsen, in de weekenden rijden er zeven. In tegenstelling tot de dienstregeling van voor 2000 rijden de internationale treinen tussen Groningen en Nieuweschans niet als sneltrein. Met de invoering van de dienstregeling 2008 in december 2007 gaan alle treinen tussen Groningen en Nieuweschans op alle tussengelegen stations stoppen. Daarnaast wordt tussen december 2007 en mei 2011 op werkdagen de extra stoptreindienst Groningen - Zuidbroek ingevoerd.
Per december 2012 is de frequentie tussen Winschoten en Nieuweschans op zondagen teruggebracht tot één trein per twee uur.

### Heropening zijtak naar Veendam
De reizigersdienst van Groningen via Zuidbroek naar Veendam is op 1 mei 2011 hervat. Het reizigersvervoer op die lijn, deel van de spoorlijn Stadskanaal - Zuidbroek, was in 1954 opgeheven. Tussen 1954 en mei 2011 was de lijn alleen in gebruik voor goederenvervoer.

### Verhoging van maximumsnelheid
De provincie Groningen en Arriva willen de baanvaksnelheid tussen Groningen en Nieuweschans verhogen naar 130 km/h, hoewel de Spurt-treinstellen technisch geschikt zijn voor 140 km/h. De snelheidsverhoging staat bij ProRail geprogrammeerd voor 2024.

## Materieelinzet

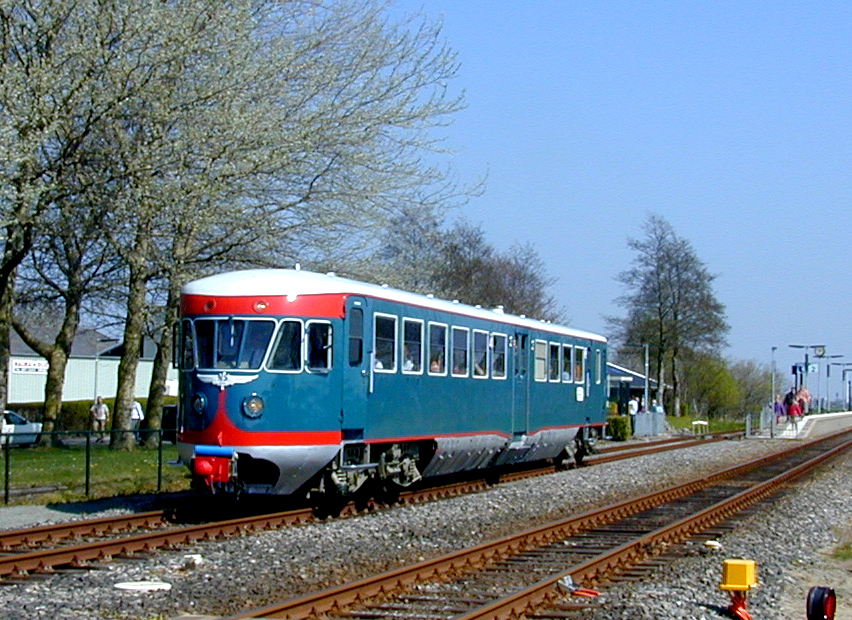
Blauwe Engel nr. 41 te Dronrijp (2005).

Staatslijn B werd en wordt vooral gebruikt voor het regionale spoorwegvervoer in Friesland en Groningen. Terwijl in de jaren 30 van de 20e eeuw het elektrische en dieselelektrische stroomlijnmaterieel op grote schaal in Nederland werd geïntroduceerd, bleven op de zogenaamde Noordelijke Nevenlijnen voornamelijk stoomtreinen rijden. Tussen Leeuwarden en Groningen en tussen Groningen en Nieuweschans werden echter na de Tweede Wereldoorlog de oude DE 3-treinstellen (dieseldrieën) ingezet. Vanaf 1953 werden op alle niet-geëlektrificeerde spoorlijnen in Groningen en Friesland dieseltreinen ingezet. Dat jaar werden de DE 1- en DE 2-treinstellen in Noord-Nederland geïntroduceerd. Een jaar later waren alle treinen met stoomtractie vervangen. Ook de oude dieseldrieën uit 1934 verdwenen uit de noordelijke provincies, maar met de zomerdienst van 1962 keerden ze terug op het traject Leeuwarden - Groningen. Ook werd met dit oude materieel nog een ochtendslag Leeuwarden - Stavoren gereden. In 1962/1963 werden steeds meer diensten door de nieuwe DE 3-treinstellen (Plan U) overgenomen en in 1964 werd de treindienst op het traject Leeuwarden - Groningen geheel met Plan U gereden, dat (evenals Materieel '34) informeel aangeduid wordt als dieseldrieën.

### De Wadlopers

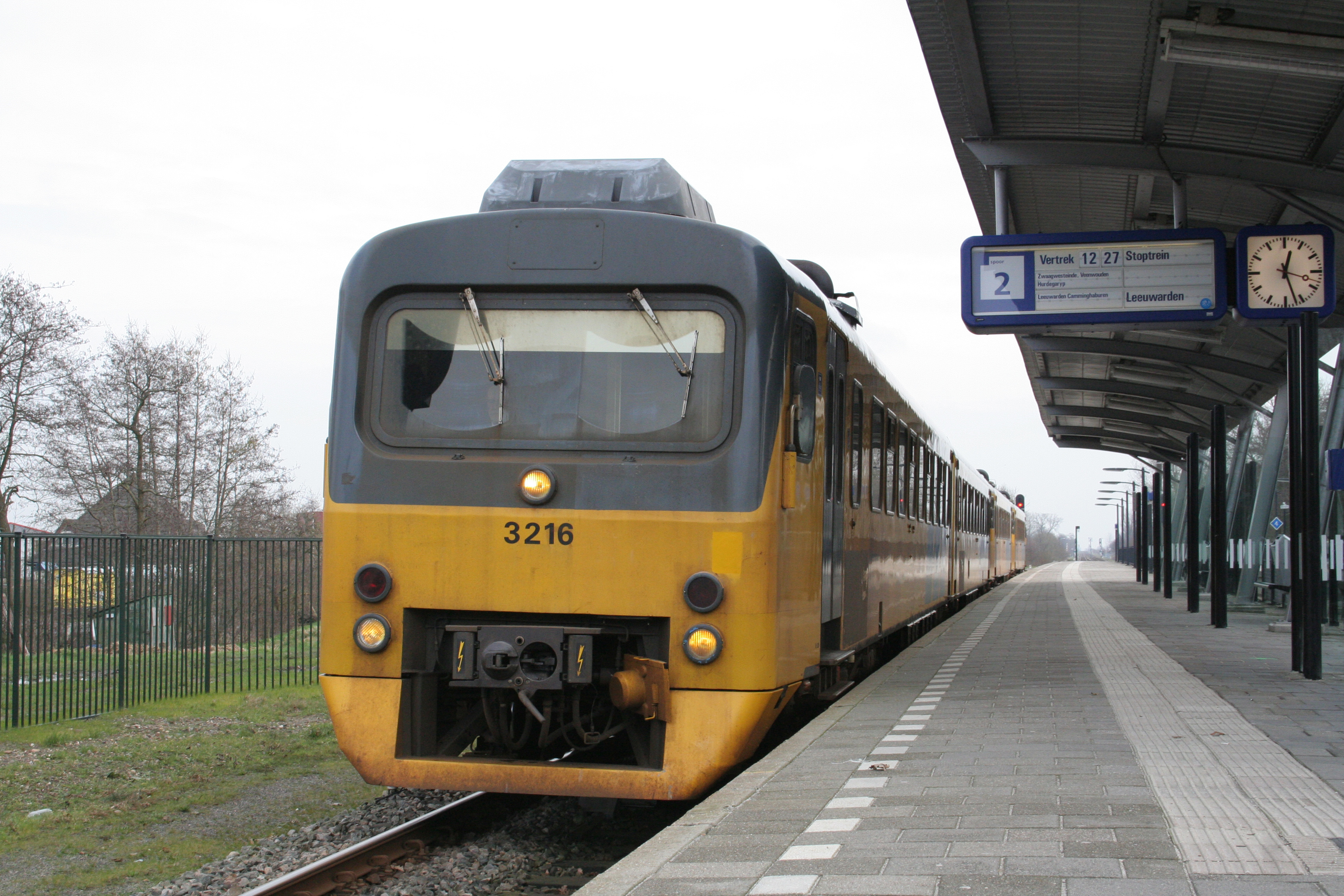
Wadloper te Buitenpost (2007).

Hoewel de inzet van het dieselmaterieel wel voor goedkopere exploitatie en meer reizigers zorgde, bleven de diesellijnen rondom Leeuwarden en Groningen verre van rendabel. Daarom werd in 1976 de Projectgroep Exploitatie Nevenlijnen opgericht. De projectgroep moest onderzoek doen naar een zo economisch mogelijke exploitatievorm voor deze spoorlijnen. Een van de adviezen van de projectgroep was de aanschaf van goedkoop materieel dat geschikt was voor eenmansbediening en gemakkelijk onderhouden kon worden. In 1981 werd de eerste Wadloper in dienst gesteld en in maart 1982 namen deze treinstellen de dienst tussen Leeuwarden en Groningen over. Een half jaar later volgde de treindienst naar Nieuweschans en in januari 1983 werd de treindienst tussen Harlingen en Leeuwarden door het nieuwe materieel overgenomen. Halverwege de jaren 90 werden twee Wadlopers verbouwd tot Wadfietsers, wat inhield dat een aantal zitplaatsen werd verwijderd, zodat meer ruimte overbleef om fietsen mee te nemen. De twee motorrijtuigen waren bedoeld voor de treindienst tussen Harlingen Haven en Leeuwarden.
Als gevolg van verschillende renovaties aan het DH-materieel werden tussen 1992 en 2000 weer enkele Plan U-treinstellen ingezet tussen Groningen en Nieuweschans. In 1997 werd het Dieselmaterieel '90, de 'Buffel', in het noorden geïntroduceerd. De treinstellen gingen als sneltreinen tussen Leeuwarden en Groningen rijden. Daarnaast reden de stellen ook andere treindiensten op het traject. Hierbij reden ze ook gecombineerd met de Wadlopers.

### Exploitatie door NoordNed en Arriva

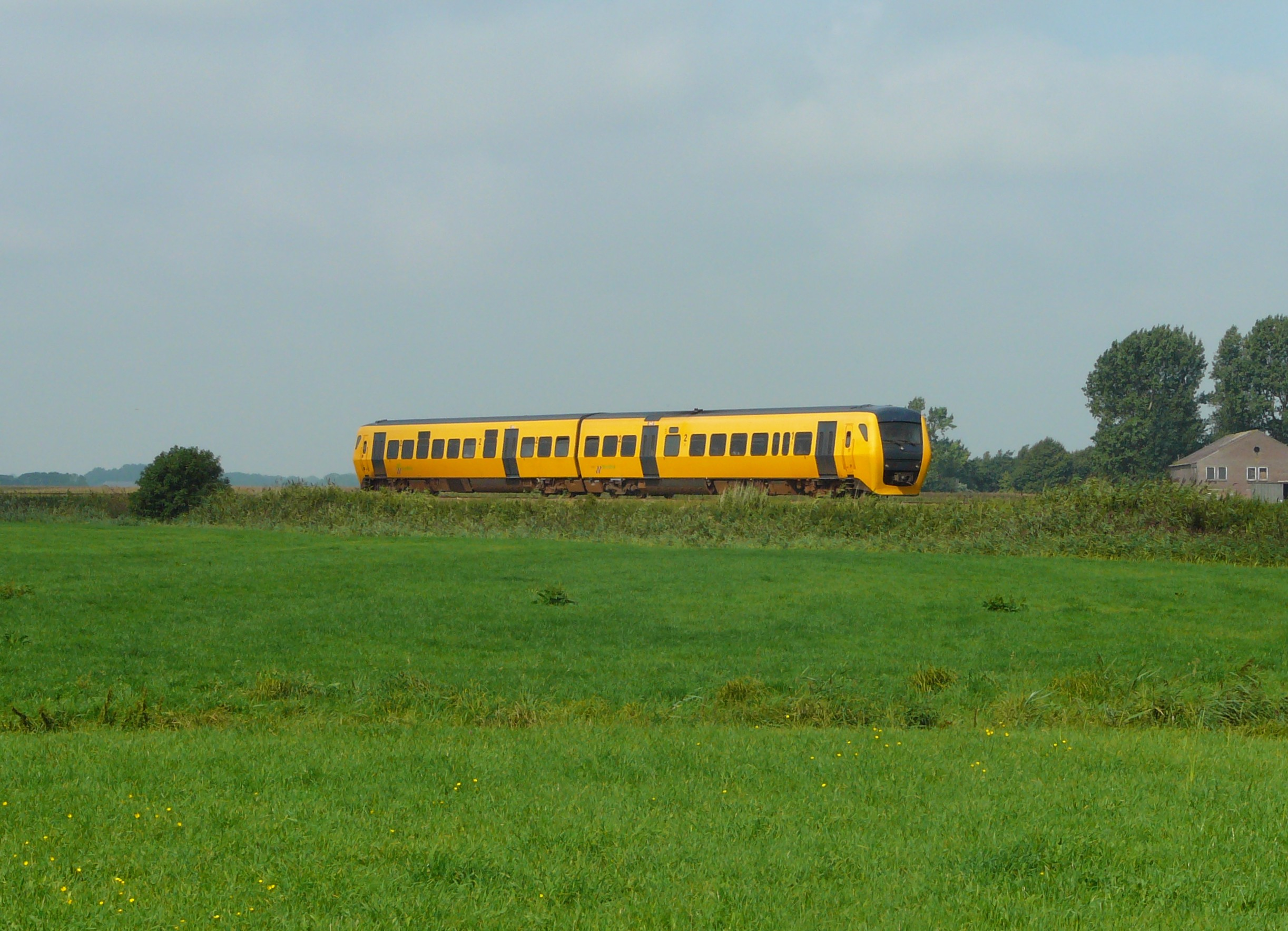
Tot oktober 2007 reden de twee laatste gehuurde DM '90-treinstellen de treindienst tussen Harlingen en Leeuwarden. Op de foto treinstel 3446, nog voorzien van NoordNed-logo's, in augustus 2007 bij Dronryp.

Bij de overname van de exploitatie van de treindiensten door NoordNed werden de meeste Wadlopers en ook enkele DM '90 treinstellen overgenomen. De inzetgebieden bleven hetzelfde. Wegens materieeltekorten huurde NoordNed in januari 2001 drie Plan U-treinstellen. In juni van dat jaar volgden nog drie treinstellen. Hiermee kwamen de stellen opnieuw terug op het traject Groningen - Nieuweschans. In augustus dat jaar gingen vijf van de zes stellen alweer terug naar de NS en in februari 2002 keerde het zesde terug.
Om al het materieel op de Noordelijke Nevenlijnen in één keer te vervangen, bestelde Arriva in 2005 een serie van 43 Stadler Rail-treinstellen van het type GTW. De treinstellen kregen in Nederland de naam Spurt. Het eerste treinstel verscheen in de zomer van 2006 in Nederland. In november dat jaar namen de Spurts de treindienst tussen Groningen en Nieuweschans over van de Wadlopers. Successievelijk verschenen zij (tot 2007) op alle Noordelijke Nevenlijnen.
De lijn Groningen - Nieuweschans - Leer heeft in november 2012 van Arriva de naam Wiederline gekregen.